# グリンチ
グリンチ（英: Grinch）は、1957年にドクター・スースが発表したアメリカの児童向け絵本『いじわるグリンチのクリスマス』の主人公の名前。
この絵本は嫌われ者の醜い緑色の怪物グリンチが、大嫌いなクリスマスの奇跡を通して改心する物語で、アメリカではサンタクロースに並んで“クリスマスの代名詞”とされる国民的キャラクターとされる。
日本では、1971年に日本パブリッシングから渡辺茂男訳により『いじわるグリンチのクリスマス』のタイトルで絵本が出版された。後述の実写映画版公開と同年の2000年には、アーティストハウスから井辻朱美の訳により『グリンチ』のタイトルで再出版されている。
1966年にボリス・カーロフ主演のテレビスペシャル版、2000年にジム・キャリー主演の実写映画版、2018年にベネディクト・カンバーバッチ主演（日本語吹き替えは大泉洋）の3Dアニメ映画版が製作されている。

## 概要
みんなが楽しみにしているクリスマスを村から盗んでやろうと、いつも意地悪なモンスターであるグリンチは画策する。

## テレビスペシャル
- グリンチのクリスマス(「ナープのクリスマス」[2]の題とも)（1966年製作）
ボリス・カーロフがグリンチの声を演じた。監督はチャック・ジョーンズ。
日本では　1970年12月15日にNHK教育の『英会話中級』内で、『黒いサンタ』の題で初放送された。[3]吹き替えは　國弘正雄、リチャード・フリーマン。　2001年にカートゥーン ネットワークで放送された。[4]、吹き替え声優は山寺宏一。

## 映画化
- グリンチ (2000年の映画)
ジム・キャリーが演じた、吹替版では山寺宏一。

- グリンチ (2018年の映画)
ベネディクト・カンバーバッチがグリンチの声を演じた、吹替版では大泉洋。